# Хан Джисон
Хан Джисо́н (кор. 한지성, 韓知城; род. 14 сентября 2000, Инчхон), более известный как Хан (кор. 한), — южнокорейский рэпер, автор песен и музыкальный продюсер. Является одним из вокалистов и главных рэперов бой-бэнда Stray Kids и его продюсерского саб-юнита 3Racha.
С февраля 2023 года Хан является полноценным участником Корейской ассоциации авторских прав на музыку (KOMCA), самым молодым K-pop айдолом, удостоившимся такого членства. Хан участвовал в написаниях песен «Paradise» гёрл-группы NiziU, «No Idea» певца Шоу Ло, «Nevermind» Яо Чена и «Yolo-konde» бой-бэнда JO1. Также сотрудничал с такими исполнителями, как рэперы Lil Durk, Sky-Hi и Tiger JK и японская певица LiSa.

## Ранняя жизнь и образование
Хан Джисон родился 14 сентября 2000 года в Инчхоне, Республика Корея. Позже его семья переехала в Мокпхо, провинция Чолла-Намдо. Хан является вторым ребёнком в семье, у него есть старший брат. Посещал начальную школу в Корее, пока его семья не переехала в Малайзию, где он некоторое время посещал международную школу Fairview, перед переходом на домашнее обучение.
Четырнадцатилетний Джисон вернулся в Южную Корею с намерением пройти прослушивание, с целью стать корейским айдолом, а также сдать все три уровня Корейского квалификационного экзамена, чтобы выполнить обещание своим родителям, что вернётся в Малайзию для продолжения образования в случае, если через двенадцать месяцев не добьётся успеха в прослушивании.

## Карьера

### 2017—настоящее время: Stray Kids
Будучи стажёром лейбла JYP Entertainment, Хан посещал занятия в музыкальной академии в сеульском районе Каннамгу. После совместных занятий по цифровому интерфейсу музыкальных инструментов, Хан познакомился с другими стажёрами, Бан Чаном и Чханбином, с которыми основал музыкальный юнит 3Racha. Трио, ориентированное на рэп, в 2016 году стало основным продюсерским составом Stray Kids; вместе они продюсировали большую часть песен группы, укрепляя её репутацию самопродюсируемым путём как написания текстов, сочинения, продюсирования, режиссирование и аранжировка.
Перед каким-либо официальным дебютом юнита, его участники выпустили свой первый микстейп, J:/2017/mixtape на немецком сервисе SoundCloud 18 января 2017 года. Их второй микстейп, 3Days, был также опубликован на SoundCloud 16 августа 2017 года и включал первый сольный релиз Хана под псевдонимом J.One. Их третий и, по состоянию на август 2024 года, финальный микстейп, Horizon был размещён на SoundCloud 21 декабря 2017 года. Юнит 3Racha переработали несколько своих пред-дебютных песен для би-сайдов будущего бой-бэнда Stray Kids.
В конце 2017 года, Хан участвовал в реалити-шоу Stray Kids, которое было посвящено формированию бой-бэнда с одноимённым названием. Во время шоу участник получал положительные отзывы от основателя JYP Пак Чинёна и других приглашенных судей, и был одним из четырёх участников (наряду с Пан Чханом, Чханбином и Сынмином), которым никогда не грозило исключение из шоу. После завершения шоу, 8 января 2018 года, состоялся дебют коллектива Stray Kids с выпуском мини-альбома Mixtape, официальный дебют состоялся 25 марта с выпуском альбома I Am Not. Юнит 3Racha больше не выпускал релизы на SoundCloud до выпуска песни «Carpe Diem» 18 января 2020 года в честь его третьей годовщины.
В феврале 2023 года вместе со своими одногруппниками по 3Racha, Хан был повышен с младшего сотрудника до действительного члена Корейской ассоциации авторских прав на музыку (KOMCA) и стал самым молодым K-pop-айдолом организации. Кроме этого, Хан также является третьим среди K-pop-исполнителей четвёртого поколения (после Бан Чана и Чханбина) по количеству участий в написаниях композиций по данным KOMCA, имея на своё имя 174 песен по состоянию на май 2025 года.

#### Участие в саб-юните и сольная деятельность
В 2019 году Хан появился в 197 эпизоде шоу «King of Masked Singer», где боролся за звание короля масок 99-го поколения, используя маскировку Имгокджон, однако он выбыл в первом раунде. В октябре 2022 года появился в 32-м эпизоде шоу LeeMujin Service, где исполнил джазовый ремикс сингла Stray Kids «Case 143», а также песни групп Twice, YB и Se So Neon.
Хан лично принимал участие в выступлениях на корейских музыкальных фестивалях. В конце 2020 года исполнил кавер-версию песни SSAK3 «Play That Summer» вместе с Лией из Itzy и Джуёном из The Boyz на фестивале MBC и в конце 2022 года — кавер-версию песни Ким Сонджэ «As I Told You» вместе с одногруппниками Хёнджином и Феликсом на фестивале KBS.
В феврале 2022 года участники 3Racha анонсировали свой первый официальный гостевой сингл «Just Breathe», созданный совместно с японским рэпером Sky-Hi. В сентябре 2022 года они сочинили сингл «Heyday» для четвёртого сборника саундтреков к фильму «Уличный боец».
В апреле 2020 года участники Stray Kids были приглашены исполнить заглавную песню для первого сезона аниме «Башня Бога», при этом, участники 3Racha написали и сочинили заглавную песню «Top» и Хан сам написал финальную песню «Slump». В июле 2020 года участники 3Racha получили признание как авторы текстов и композиторы второго саундтрека к сериалу Stray Kids «Привет, незнакомец». В апреле 2024 года Хан выступил сопродюсером саундтрека «Why?» для японского телесериала «RE: Revenge — At the End of Desire» телеканала Fuji Television. В июле участники 3Racha стали соавторами и сопродюсерами групповой песни «Slash» для саундтрека американского фильма «Дэдпул и Росомаха», что стало первым вкладом Хана в саундтрек голливудского фильма и его вторым крупным саундтреком к фильму после того, как 3Racha обратились за созданием тематической песни для фильма «Дораэмон: Нобита и небесная утопия».

##### SKZ-Record/Player и сольная музыка
После дебюта Stray Kids представили на платформе YouTube неальбомный сингл-проект «SKZ-Record/Player». В рамках данного проекта участники группы получили возможность загружать сольные и/или подгрупповые оригинальные композиции, кавер-версии и танцевальные выступления, что позволило им выразить своё художественное видение вне рамок коллективного стиля бой-бэнда. По состоянию на август 2024 года, Хан является самым продуктивным участником данного проекта. На его счету девять оригинальных сольных песен: «Close», «I Got It», «Alien», «Wish You Back», «Happy», «Volcano», «Miserable (You & Me)», «13» и «Maybe». Кроме того, он представил три оригинальные групповые композиции: «Zone» (в качестве участника 3Racha), «Want so Bad» (дуэт с одногруппником Ли Ноу) и «Respirator» (дуэт с одногруппником Сынмином). Хан также является автором текста и соавтором песни «Hold On», записанной совместно с Сынмином для этого проекта.
Неизданная сольная песня Хана «Run» была выпущена на цифровых платформах в рамках группового цифрового компиляционного альбома под названием SKZ-Replay в декабре 2022 года. По состоянию на июль 2024 года, остальные его песни ещё не были широко распространены, хотя сингл «Respirator» был исполнен в марте 2024 года в последний день четвёртого фан-встречи группы Stray Kids, названной «SKZ Magic School».
По состоянию на август 2024 года, у Хана было несколько дополнительных песен, которые не были выпущены ни на «SKZ-Record/Player», ни на более широких цифровых платформах, включая «Scissor», которая была исполнена на фестивале «Unite ON: Hallyu Festival» в 2020 году; «Don’t Say», которая была исполнена во время группового купольного тура «5-Star Dome Tour» в 2023 году, где Хан впервые сыграл на гитаре во время концерта; и «Hold My Hand», исполненная в августе 2024 года во время тура «Dominate World Tour» в Сеуле.

##### Представление и участие в качестве жюри
С 2020 года Хан периодически выступает в качестве специально приглашённого ведущего шоу Show! Music Core, став одним из ведущих трёх эпизодов (10 октября 2020 года, 26 марта 2022 года, 22 октября 2022 года).
Вместе с другими участниками 3Racha, Хан был специальным приглашённым исполнителем в финале шоу «Loud» 4 сентября 2021 года; специальным приглашённым жюри в миссии «JYP Match» в шоу «Street Woman Fighter 2» в сентябре 2023 года; и специальным приглашённым жюри в финальных эпизодах реалити-шоу на выживание «Nizi Project Season 2» в декабре 2023 года.

## Артистизм
В средствах массовой информации Хан известен прозвищами «музыкальный хамелеон», «инстинктивный лирик» и «скрытая жемчужина». Хана обычно описывают как «универсала, обладающего сильными навыками в рэпе, пении, танцах, написании песен и продюсировании». Его также отметили за игру на музыкальных инструментах, импровизацию, комедийный талант и актёрское мастерство. В связи с этим Хан также известен прозвищем «Туз четвёртого поколения».
С момента дебюта Хан постоянно занимал места в рейтинге Tumblr «K-Pop Stars of the Year»: 39-е место в 2018 году, 19-е в 2019, 30-е в 2020, 20-е в 2021 и 16-е в 2022 году. Американский журнал Billboard поставил его на шестое место в рейтинге «Артист жанра K-pop» 2024 года, а Деми Филлипс, написавшая для We Got This Covered, включила его в число «лучших мужчин-певцов жанра K-pop всех времён». Кроме того, в составе группы Stray Kids Хан был отмечен как «восходящая звезда» журналами «Forbes Корея», «Gold House» и «Time».

### Написание песен и продюсирование
Черпая вдохновение в изобразительном искусстве, особенно в кино и аниме, а также в реалити-шоу и живописи, Хан является плодовитым лириком и автором песен, стремящимся к исследованию разнообразных жанров и уникальных мелодий. Помимо известных неизданных песен, таких как сольный сингл «Scissor» и песни юнита 3Racha «My People» и «Passion», Хан имеет множество композиций, которые ещё предстоит выпустить. В своё время он заявил, что у него есть около 40 неизданных песен, которые он впоследствии заархивировал или отложил в сторону, так как считает, что они больше не представляют его способности или интересы как художника.
В интервью Хан отметил, что когда он начал писать песни, ему было «трудно собирать и организовывать свои идеи», пока он не почувствовал, что у него есть опыт, чтобы чувствовать себя более уверенно, и что он находит трудным и неполноценным сочинять под тенденции, поэтому, когда он не находит вдохновения, он больше не пытается писать или слушать музыку, поскольку «когда я очищаю свою голову и даю своему разуму время на отдых, новые идеи и вдохновение приходят ко мне естественным образом через мою повседневную жизнь». Хан завоевал репутацию сложного исследователя широких тем любви и самоанализа, а также способности писать на скорость, импровизировать и, как следствие, создавать песни со зрелым глубоким лиризмом, умной игрой слов, повествованием, вызывающими эмоциями и настроением, а также символизмом.
После появления Stray Kids на телевизионном шоу «Kingdom: Legendary War», участники 3Racha начали получать внимание и положительную критику за изобретательность и разносторонность их продюсерских и микшерских навыков в аранжировке как песен других исполнителей, так и их собственных работ, особенно «Pray (I’ll Be Your Man)» (сингл изначально исполнен бой-бэндом BTOB) и «Jasin», мэшап из их собственных песен «God's Menu» и «Side Effects», которые получили очень разный приём в Республике Корея. Говоря о своей работе над песнями Stray Kids, Хан выразил желание, чтобы группа «стала жанром» сама по себе, что нашло отражение в культурном признании группы как полностью самопродюсируемой и в их влиянии на появление жанра «mala», Их «уникальные, невиданные ранее тексты» вызывают у слушателей чувство комфорта и сопереживания, а «сильные» и «вызывающие привыкание биты» и «разнообразные мелодии», хорошо сочетающиеся с их текстами, создают отличительные музыкальные стили, которые «усилили разнообразие на рынке K-pop» и стали определяющим влиянием четвёртого поколения K-pop.
Кроме того, Хан руководил сессиями звукозаписи Stray Kids во время записи многих их альбомов и синглов, и заявил, что при вокальном руководстве он предпочитает «раскрывать уникальные качества каждого участника», а не строго следовать своим оригинальным идеям.
Хан написал песню «Wish You Back» под впечатлением от аниме-фильма 2016 года «Твоё имя»; режиссёр фильма, Макото Синкай, оценил сингл как «прекрасный».
Помимо вклада в групповую дискографию и своего индивидуального материала, Хан является соавтором и продюсером песен для других артистов, преимущественно связанных с филиалами или подразделениями лейбла JYP Entertainment. Среди них китайские артисты Шоу Ло, Яо Чен и JO1, а также песня «Paradise», которую японская гёрл-группа NiziU записала в качестве темы к фильму «Дораэмон: Нобита и небесная утопия» в 2023 году и стала первой песней, спродюсированной юнитом 3Racha, возглавившей «японскую горячую сотку».

### Рэп и вокал
Разносторонний рэпер, Хан способен быстро, «с огоньком» произносить песни с чёткой дикцией, холодным и динамичным тоном и плавным течением, а также читать мелодичный и лиричный рэп и фристайл. Был признан одним из самых быстрых рэперов в Южной Корее.
Взяв на себя дополнительные обязанности вокалиста группы Stray Kids после ухода Уджина в 2019 году, вокал Хана получил положительную оценку публики и критиков. Во время участия Stray Kids в реалити-шоу «Kingdom: Legendary War», Хан получил положительные отзывы и внимание за своё вокальное исполнение кавер-версии песни группы BTOB «(Pray) I’ll Be Your Man», в том числе от коллег-конкурсантов The Boyz и BTOB, а также ведущего Макса Чханмина из TVXQ.
С момента открытия своей личной учётной записи в Instagram в марте 2024 года Хан опубликовал различные кавер-версии, включая песни Стивена Санчеса, Дина Льюиса, Туки и гёрл-группы Silica Gel. Эти работы получили широкое признание и положительные отзывы, в том числе от журнала Esquire Hong Kong, который перепостил его кавер на песню «Beautiful Things» с комментарием: «Мощный голос, такой харизматичный, что неудивительно, что [Хана] называют тузом из Stray Kids».

### Танцы, выступления на сцене и живое исполнение
В качестве живого исполнителя Хан в целом получил высокую оценку критиков, отмечая его «свирепость», энергичность, выразительность и «глубину» в выступлениях. Его танцевальные навыки также заслуживают положительных отзывов, особенно учитывая, что он не входит в официальную танцевальную линию своей группы; Хан получает положительные отзывы за привнесение музыкальности и плавности в хореографию. Кроме того, он был отмечен за свою «естественную привлекательность», позволяющую ему привлекать внимание аудитории, а также за «привлекательную» и «тёплую» внешность.
Хан умеет играть на пианино и гитаре.

### Влияния
Хан был вдохновлён стать рэпером такими исполнителями, как Табло из Epik High, Зико из Block B и Tiger JK, а также рэп-линией группы BTOB. Его отец ранее был рок-музыкантом, что также оказало влияние на Хана и способствовало его участию в программах «Lee Mujin Service» и «King of Masked Singer». Хан интересуется групповой музыкой, особенно роком различных поджанров и языков, включая японские рок-группы One Ok Rock и Mrs. Green Apple, австралийскую поп-рок группу 5 Seconds of Summer и итальянскую рок-группу Måneskin, а также южнокорейских рок-исполнителей, таких как YB, Day6 и гёрл-группу Silica Gel. Кроме того, Хан исследовал такие жанры, как R&B, босанова и джаз, формируя выразительный сольный стиль, отличающийся от коллективного звучания Stray Kids.
Хан был упомянут как источник вдохновения для таких артистов, как Джонсоб из бой-бэнда P1Harmony, Алан Пасаwee из тайской группы Bus, Конхо из All(H)Ours, а также Хюи и Сейта из японской бой-бэнда Nexz. Кроме того, в интервью с лейблом FNC Entertainment японская рок-группа Uverworld отметила Stray Kids среди корейских исполнителей, которые, по их мнению, выделяются как «высококачественные» артисты, стирающие границы между идол-культурой и культурой музыкальных групп.

#### Награды и признание
В 2024 году Хан, как участник 3Racha, получил награду за лучшее творческое достижение на Asia Artist Awards. Также был номинирован на аналогичные награды (в составе 3Racha) в категориях «Лучший продюсер» и «Лучший аранжировщик» на Asian Pop Music Awards. Его работа с группой Stray Kids была удостоена множества номинаций и наград на таких церемониях, как Asia Star Entertainer Awards, Billboard Music Awards, Circle Chart Music Awards, Golden Disc Awards, iHeartRadio Music Awards, MAMA и MTV Video Music Awards.
В как участник Stray Kids, Хан также благодарность премьер-министра Республики Корея в Корейской премии популярной культуры и искусства в 2023 году.
В июле 2024 года песня «Twilight» (кор. 또 다시 밤), написанная Ханом и включённая в качестве B-side в групповой мини-альбом Ate, стала его первым сольным произведением, попавшим на чарт Billboard World Digital Sales, заняв 10-ю позицию. По состоянию на 31 июля 2024 года, Хан был самым популярным участником Stray Kids на южнокорейском музыкальном сервисе Melon.

#### Стиль и рекламные контракты
Хан сформировал комфортный и эксцентричный личный стиль, включающий в себя клетчатые рубашки, кардиганы и элементы уличной моды.
В 2024 году впервые выступил в качестве сольного модельера, представив коллекцию Balmain для журнала W Korea в качестве звезды обложки двух номеров, посвящённых более широкой тематике Stray Kids. Позже в этом же году также носил несколько предварительных моделей Balmain во время выступлений в рамках тура с группой Stray Kids.

## Личная жизнь
Помимо родного корейского языка, Хан владеет английским и японским, которые он выучил после того, как перед дебютом жил в одном общежитии с японскими стажёрами.

### Состояние здоровья
В 2019 году Хан взял временный перерыв в участии во вторичных групповых рекламных мероприятиях после того, как ему поставили диагноз «тревожность».

## Дискография

### Песни

#### Как ведущий исполнитель
| Название                                                                        | Год  | Высшие позиции в чартах | Высшие позиции в чартах | Высшие позиции в чартах | Высшие позиции в чартах | Высшие позиции в чартах | Высшие позиции в чартах | Альбом                                       |
| Название                                                                        | Год  | KOR DL                  | UK Sales                | NZ Hot                  | US Rap Dig.             | US World                | JPN DL                  | Альбом                                       |
| ------------------------------------------------------------------------------- | ---- | ----------------------- | ----------------------- | ----------------------- | ----------------------- | ----------------------- | ----------------------- | -------------------------------------------- |
| «Zone» (с Пан Чханом и Чханбином)                                               | 2018 | —                       | —                       | —                       | —                       | —                       | —                       | SKZ-Replay                                   |
| «We Go» (с Пан Чханом и Чханбином)                                              | 2020 | —                       | —                       | —                       | —                       | 10                      | —                       | In Life                                      |
| «Ice Americano» (с Ли Ноу)                                                      | 2020 | —                       | —                       | —                       | —                       | —                       | —                       | Неальбомный сингл                            |
| «Close»                                                                         | 2020 | —                       | —                       | —                       | —                       | —                       | —                       | SKZ-Replay                                   |
| «I Got It»                                                                      | 2020 | —                       | —                       | —                       | —                       | —                       | —                       | SKZ-Replay                                   |
| «Gone Away» (c Сынмином и Ай Эном)                                              | 2021 | 25                      | —                       | —                       | —                       | —                       | —                       | Noeasy                                       |
| «Alien»                                                                         | 2021 | —                       | —                       | —                       | —                       | —                       | —                       | SKZ-Replay                                   |
| «Wish You Back»                                                                 | 2021 | —                       | —                       | —                       | —                       | —                       | —                       | SKZ-Replay                                   |
| «Happy»                                                                         | 2021 | —                       | —                       | —                       | —                       | —                       | —                       | SKZ-Replay                                   |
| «Muddy Water» (c Чханбином, Хёнджином и Феликсом)                               | 2022 | 26                      | —                       | —                       | —                       | —                       | —                       | Oddinary                                     |
| «Heyday» (с Пан Чханом и Чханбином)                                             | 2022 | 118                     | —                       | —                       | —                       | 13                      | —                       | Street Man Fighter Original Vol.4 Crew Songs |
| «3Racha» (с Пан Чханом и Чханбином)                                             | 2022 | 36                      | —                       | 24                      | —                       | 13                      | —                       | Maxident                                     |
| «Volcano»                                                                       | 2023 | —                       | —                       | —                       | —                       | —                       | —                       | Неальбомные синглы                           |
| «Miserable (You & Me)»                                                          | 2023 | —                       | —                       | —                       | —                       | —                       | —                       | Неальбомные синглы                           |
| «Want so Bad» (с Ли Ноу)                                                        | 2023 | —                       | —                       | —                       | —                       | —                       | —                       | Неальбомные синглы                           |
| «13»                                                                            | 2024 | —                       | —                       | —                       | —                       | —                       | —                       | Неальбомные синглы                           |
| «1, 2, 3, 4, 5» (с участием Бэй из Nmixx)                                       | 2024 | —                       | —                       | —                       | —                       | —                       | —                       | Неальбомные синглы                           |
| «Respirator» (кор. 산소호흡기) (с Сынмином)                                     | 2024 | —                       | —                       | —                       | —                       | —                       | —                       | Неальбомные синглы                           |
| «Maybe»                                                                         | 2024 | —                       | —                       | —                       | —                       | —                       | —                       | Неальбомные синглы                           |
| «Human» (кор. 사람이니까)                                                       | 2024 | —                       | —                       | —                       | —                       | —                       | —                       | Неальбомные синглы                           |
| «Hold My Hand»                                                                  | 2024 | 28                      | —                       | —                       | —                       | 9                       | —                       | Hop                                          |
| «Truman» (с Феликсом)                                                           | 2025 | 140                     | 29                      | 22                      | 7                       | —                       | 86                      | Mixtape: Dominate                            |
| «—» означает, что песня не попала в чарт или не была выпущена в данном регионе. |      |                         |                         |                         |                         |                         |                         |                                              |

#### Как приглашённый исполнитель
| Название                                             | Год  | Высшие позиции в чартах | Высшие позиции в чартах | Высшие позиции в чартах | Высшие позиции в чартах | Альбом    |
| Название                                             | Год  | HUN                     | US World                | JPN Hot                 | JPN Cmb.                | Альбом    |
| ---------------------------------------------------- | ---- | ----------------------- | ----------------------- | ----------------------- | ----------------------- | --------- |
| «Just Breathe» (от Sky-Hi; с Пан Чханом и Чханбином) | 2022 | 15                      | 11                      | 50                      | 50                      | The Debut |

## Видеография

### Музыкальные видеоклипы
| Название       | Год  | Альбом | Ссылка  |
| -------------- | ---- | ------ | ------- |
| «Hold My Hand» | 2024 | Hop    | [ 116 ] |

## Фильмография

### Телевизионные программы
| Год  | Название              | Роль       | Эпизод |
| ---- | --------------------- | ---------- | ------ |
| 2019 | King of Masked Singer | Конкурсант | 197    |
| 2019 | Show! Music Core      | Ведущий    | 697    |
| 2022 | Show! Music Core      | Ведущий    | 760    |
| 2022 | Show! Music Core      | Ведущий    | 783    |